# コベソマイマイ
コベソマイマイ (Satsuma myomphala) は、有肺目ナンバンマイマイ科に分類されるカタツムリの一種。西日本に分布する森林・地上性のカタツムリで、一般に大型になるが、個体群によって大小の変異が激しく、島嶼のものでは非常に小型になる場合もある。これらの変異のうちのいくつかには亜種名が付けられているが、その扱いは研究者によって異なる。属名 Satsuma は日本語の「薩摩」、種名 myomphala はギリシア語の μύω（myo：（目や口などを）閉じる、覆い隠す）＋  ὀμφαλός（omphalos：へそ）で、典型的なものでは成貝の臍孔が滑層に覆われて閉じることに由来する。

## 分布
日本の関東地方西部以西の本州・四国・九州、および隠岐諸島や五島列島などの周辺諸島、薩南諸島の口永良部島、韓国南部の巨文島。

## 形態
成貝では殻高35mm・殻径50mmに達するものがあるとされ、日本産カタツムリとしては比較的大型である。成貝の殻はやや膨らんだ低い円錐形・薄質で、透明な黄褐色の殻皮を被り、周縁に細い赤褐色の色帯がある。螺塔は6層を超える。殻口は僅かに外反する。殻底中心の臍孔は閉じており、典型的なものでは小さく窪む程度で、これが和名の由来であるが個体や個体群によっては半開するものもある。個体群により大小に変異があり、特に島嶼に産するものでは小型化することがある。また分布域では南ほど小形になる傾向があるとされる。
軟体部背面は淡褐色をしている。ニッポンマイマイ属の中ではかなりの大型種で、マイマイ属諸種にも似るが、貝殻の巻きが多く螺塔も比較的高いこと、色帯が細い1本しかないこと、臍孔が閉じるか小さいこと等で区別できる。

## 生態
森林に生息し、日中は落葉や朽木等の下に潜み、降雨時や夜間に活動する。特に朽木などの周辺に見られることが多いが、一般には個体密度は低く、マイマイ属のように群生することはほとんどない。他のカタツムリ類と同様に雌雄同体で相互に交尾し、石灰質の卵殻をもった卵を地中やリター下などに産卵する。

## 分類

### 原記載
- 【原記載文献】：1865. Monatsberichte der königlich Akademie der Wissenschaften zu Berlin, in 1865. pp. 51-59.[7]
- 【原記載時の学名】：　Helix myomphala (E Von Martens 1865).
- 【タイプ産地】：「Nangasaki」（＝長崎）

### 亜種・近縁種
コベソマイマイは個体群ごとの殻の大小や臍孔の閉じ具合などに変異があることが知られている。特に島嶼に産する離島に産するものでは小型になるものがあり、そのうちのいくつかは以下のような亜種名が付けられており、これらをすべて亜種として区別する図鑑などもあるが、フカシマコベソマイマイ以外はコベソマイマイのシノニムとみなすのが一般的
- コベソマイマイ Satsuma myomphala myomphala (Martens, 1865)
基亜種。関東西部以西の本州（山陰地方を除く）、四国、九州、および周辺島嶼に分布する。関東では非常に少ないが、近畿以西では比較的普通に見られる。
  - フカシマコベソマイマイ（深島小臍蝸牛） S. myomphala fukashimana Azuma, 1972
非常に小型で殻径25mmほど。殻の光沢がやや強く、色帯が黒くて幅広い。生殖器の陰茎付属肢が相対的に非常に長いことから亜種として区別される。大分県深島と宮崎県の小島に分布する。環境省レッドリスト2007年版準絶滅危惧（NT）。
  - Syn. オキノシマコベソマイマイ（沖の島小臍蝸牛） S. m. okinoshimana (Pilsbry et Hirase, 1904)
殻径30mmほどで基亜種よりやや小形で、貝殻は扁平で色帯の幅も広いとされる。高知県沖の島に分布するが、一般的には亜種として区別されない。
  - Syn. アナアキコベソマイマイ（穴開小臍蝸牛） S. m. minor Gude, 1900 
殻径20mmほどで基亜種より小形。貝殻周縁に僅かに角があり、臍孔が半開する。和名「アナアキ」はこの臍孔に因む。はタイプ産地は「Awaji」（淡路島）で、淡路島と小豆島に分布するものがこの名で呼ばれたことがあるが、生殖器などに大きな違いがないことから一般的には区別されずにコベソマイマイとして扱われる[9][10]。かつては「Japan」という産地のみで記載されたHelix (Camaena) lewisii Smith, 1878がこれらの個体群に一致する[11]として S. m. lewisii という亜種名で呼ばれたこともあるが、 1986年にタイプ標本の写真が示され、この lewisi は奄美大島などに分布するオオシママイマイ[12]、もしくは沖縄のシュリマイマイ[13]であることが判明し、淡路島などの個体群を敢えて区別する場合には上記の minor が使用される。

### 近縁種・類似種
- サンインコベソマイマイ（山陰小臍蝸牛） S. omphalodes (Pilsbry, 1901)
殻径45mmほどで臍孔が開く。山陰地方に分布し、コベソマイマイの分布域とは凡そ重ならずに棲み分けしている。環境省レッドリスト2007年版準絶滅危惧（NT）。
  - ヘソアキコベソマイマイ（臍開小臍蝸牛） S. omphalodes euomphala (Pilsbry et Hirase, 1908)
殻径35mmほどで基亜種よりやや小形になり、臍孔は半開する。タイプ産地は「Nakamura, Oki」で、島根県本土と隠岐諸島に分布することになっているが、一般にはサンインコベソマイマイと区別しないことも多い[9]
- コシタカコベソマイマイ（腰高小臍蝸牛） S. fusca (Gude, 1900)
殻高40mm・殻径44mmに達し、和名通りコベソマイマイの殻高を高くしたような形になる大型蝸牛。殻は赤褐色を帯び、殻口も赤紫色をしている。近畿地方と中部地方の日本海側に分布する。環境省レッドリスト2007年版準絶滅危惧（NT）。
- ヒラコベソマイマイ（平小臍蝸牛） S. wiegmanniana (Pilsbry, 1901)
殻径22mmほど。殻の周縁が角張り、臍孔が深く開く。色帯は淡いが光沢がある。高知県の一部に分布する。名前にはコベソマイマイが付いているが、コベソマイマイには似ていない。環境省レッドリスト2007年版絶滅危惧I類（CR+EN）、高知県動物版レッドリスト2001年版絶滅危惧IA類（CR）、高知県希少野生動植物保護条例が指定する「県指定希少野生動植物」（2007年）[14]。